# Joop van der Ven
Josephus Joannes Maria (Joop) van der Ven (Arnhem, 14 oktober 1907 – Keulen, 10 mei 1988) was een Nederlands jurist. Van 1947 tot aan zijn emeritaat in 1972 was hij hoogleraar rechtsfilosofie, arbeidsrecht en rechtssociologie aan de Rijksuniversiteit Utrecht.

## Carrière
Van der Ven, uit een rooms-katholieke zakenfamilie van "boven de rivieren", bezocht het Stedelijk Gymnasium Arnhem en studeerde rechten aan de net begonnen Katholieke Universiteit Nijmegen. Na enige jaren als advocaat werd hij substituut-griffier bij de Centrale Raad van Beroep ; de oorlogsjaren boden hem geen carrièremogelijkheden. Wel promoveerde hij in 1941 in Nijmegen, op een civielrechtelijk onderwerp.
Kort na de oorlog werd hij door zowel Nijmegen als Utrecht aangezocht voor de nieuwe, buitengewone leerstoel arbeidsrecht; toen later Utrecht de rechtsfilosofie erbij deed en de leerstoel omzette in een gewone gaf hij zijn opdracht in Nijmegen op.

## Duitsland
Al in 1945 richtte Van der Ven met enkele andere rooms-katholieke intellectuelen het Katholiek Genootschap voor Internationale Betrekkingen (KAGIB) op. Doel was het herstellen van de wetenschappelijke en culturele relaties met vooral de Duitse universiteiten. Het leverde hem een leven lang zeer intensieve contacten op in de West-Duitse universiteitswereld: een gasthoogleraarschap (Münster), een eredoctoraat (München), het Grote Bundesverdienstkreuz en kort voor zijn dood als eerste en enige Nederlander de 'Ehrenring' van het Görres Gesellschaft - zur Pflege der Wissenschaft. Van der Ven stierf trouwens, plotseling, in Keulen op weg naar het zoveelste symposium van weer een bevriende Duitse collega.

## Arbeidsrecht
In 1952 werd de Sociale Verzekeringsraad opgericht, een overleg van werkgevers, werknemers en kroonleden. Van der Ven werd de eerste (onafhankelijke) voorzitter van de Raad en bleef dat tot 1968. De Raad heet inmiddels Commissie van toezicht sociale verzekeringen.
In 1972 werd Van der Ven benoemd in het Committee of Experts dat jaarlijks in Genève de plenaire vergadering voorbereidt van de Internationale Arbeidsorganisatie (ILO); in 1987 nam hij afscheid.
Van der Ven en zijn collega Frans van der Ven († 1999), beiden geboren in 1907, beiden hoogleraar in het arbeidsrecht, respectievelijk in Utrecht en in Tilburg, waren geen familie.

## Rechtsfilosofie
Meer dan bij het arbeidsrecht of bij wetten in het algemeen en hun technische toepassingen had Van der Ven zijn hart bij de rechtsfilosofie liggen. Zijn boekje Existentie en recht - Schets van een antropologische rechtsbeschouwing (1966) getuigt hiervan. Ook wordt deze voorkeur voor de rechtstheoretische invalshoek duidelijk vanuit de vele tientallen artikelen in binnen- en buitenlandse tijdschriften en in bijdragen aan Festschriften.

## Universiteit
Als een-na-laatste  maakte Van der Ven het nog net mee dat hij op zijn beurt van anciënniteit één jaar rector magnificus van de Rijksuniversiteit Utrecht mocht zijn, in 1969-1970. Het waren de jaren van studentenverzet tegen de universiteitsstructuur. Van der Ven kon bogen op veel ervaring als voorzitter en in het zoeken van compromissen maar in die periode was hij weinig succesvol.
Op de Dies Natalis (334e) van de universiteit mocht volgens het toenmalige gebruik de rector magnificus een academische rede houden, liefst één die ook voor mensen van buiten het vakgebied van de rector interessant kon zijn. Van der Ven had al jarenlang een hobby voor het Laatste Oordeel, afbeeldingen die hij in de honderden kerken en musea onderweg bezocht. Rechtsbeschouwing, maar ook kunst, theologie, exegese. vroomheid, geschiedenis en politieke visie - welke keizer, paus, bisschop kermt daar in het hellevuur? - kwamen te pas in zijn Diësrede over Het Laatste Oordeel - Een religieus en esthetisch motief in het rechtsverschijnsel. De titel van zijn afscheidscollege op 1 november 1972 luidt Vrijheid, Gelijkheid, Broederschap! Een kritische herwaardering van een revolutionaire leuze. Beide colleges werden gebundeld.

## Katholiek
Na de Tweede Wereldoorlog was Van der Ven korte tijd betrokken bij de rooms-katholieken van de "doorbraak" naar de Partij van de Arbeid en was hij medewerker van het verzetsblad Vrij Nederland. Hij voelde zich er niet thuis omdat er naar zijn mening te weinig ruimte was voor de katholieke stem.
Van der Ven bewoog zich als "leek" in zijn kerk, in de zin van niet-gewijd tot priester. Hij was zeer goed op de hoogte van de inhoud van het geloof, met speciale aandacht opnieuw voor de filosofie (Thomas van Aquino) en voor het kerkrechtelijke.
Als bestuurder wist men hem ook in katholieke kring te vinden. Hij was voorzitter van het bestuur van het Sint Antonius Ziekenhuis in Utrecht vóór en tijdens de nieuwbouw van het ziekenhuis in Nieuwegein.

## Gezin
Van der Ven was vele jaren (president)-commissaris van Nutricia (later: Numico, daarna overgenomen door Danone), het bedrijf destijds van zijn aangetrouwde familie van der Hagen, opgericht door Martin van der Hagen. Hij en zijn vrouw Julie van der Hagen († 2003) woonden sinds 1937 voor het grootste deel in Bilthoven, waar ze acht kinderen kregen.

## Trivia
- Op 5 december 1956 hield Van der Ven voor zijn studenten sociologie een college op rijm, gewijd aan het thema Sinterklaas en het recht. Achtereenvolgens behandelde hij thema's als 'spel en regels', 'identiteit en persoonlijkheid', het (toen nog geldende) processieverbod, de  lijf- en vrijheidsstraf, het geven en de definitieve overgang van eigendom, de arbeidsrecht-verhouding tussen Sint en Piet, de witte meester en de zwarte slaaf.
- In 1962 werd Van der Ven plotseling benoemd tot citoyen d'honneur van Dijon in de Franse Bourgogne. Het was bij gelegenheid van de 200 jaar publicatie van Du Contrat Social van de filosoof Jean-Jacques Rousseau. Voor de speciale tentoonstelling waren alle oude drukken bijeengebracht op een na, die men helaas niet had kunnen vinden. Maar de aanwezige hoogleraar uit Utrecht had juist die in zijn zak en stond hem ter plekke af. De flamboyante priester, verzetsheld en burgemeester van Dijon Félix Kir was hier zo door getroffen dat hij de voor zijn stad volkomen onbekende Nederlandse geleerde het ereburgerschap aanbood.